# Melior (kardynał)
Melior (zm. 1197) – włoski kardynał. Pochodził z Pizy i był mnichem wallombrozjańskim w pizańskim klasztorze św. Pawła, jednak wykształcenie zdobył we Francji (uzyskał tytuł magistra). Był archidiakonem kolejno w Laon i Reims. W 1184 papież Lucjusz III wezwał go do Rzymu i mianował Kamerlingiem Świętego Kościoła Rzymskiego, a na konsystorzu w marcu 1185 kreował go kardynałem prezbiterem SS. Giovanni e Paolo. Uczestniczył w papieskich elekcjach w listopadzie 1185, październiku 1187 i w grudniu 1187. W latach 1188–91 przebywał w Toskanii. Sygnował bulle papieskie między 4 kwietnia 1185 a 1 lutego 1197. Za pontyfikatu Celestyna III dwukrotnie (1192-95 i 1197) służył jako legat papieski we Francji (wspólnie z kardynałem Cinzio Cenci). W trakcie pierwszej legacji mediował w konflikcie francusko-angielskim i przewodniczył kilku synodom. Druga legacja była poświęcona problemom małżeńskim króla Francji Filipa II Augusta, który oddalił swoją żonę Ingeborgę i wbrew papieskiemu zakazowi poślubił Agnieszkę z Meran. Zmarł we Francji w trakcie tej legacji.